# Sierra de los Caballos

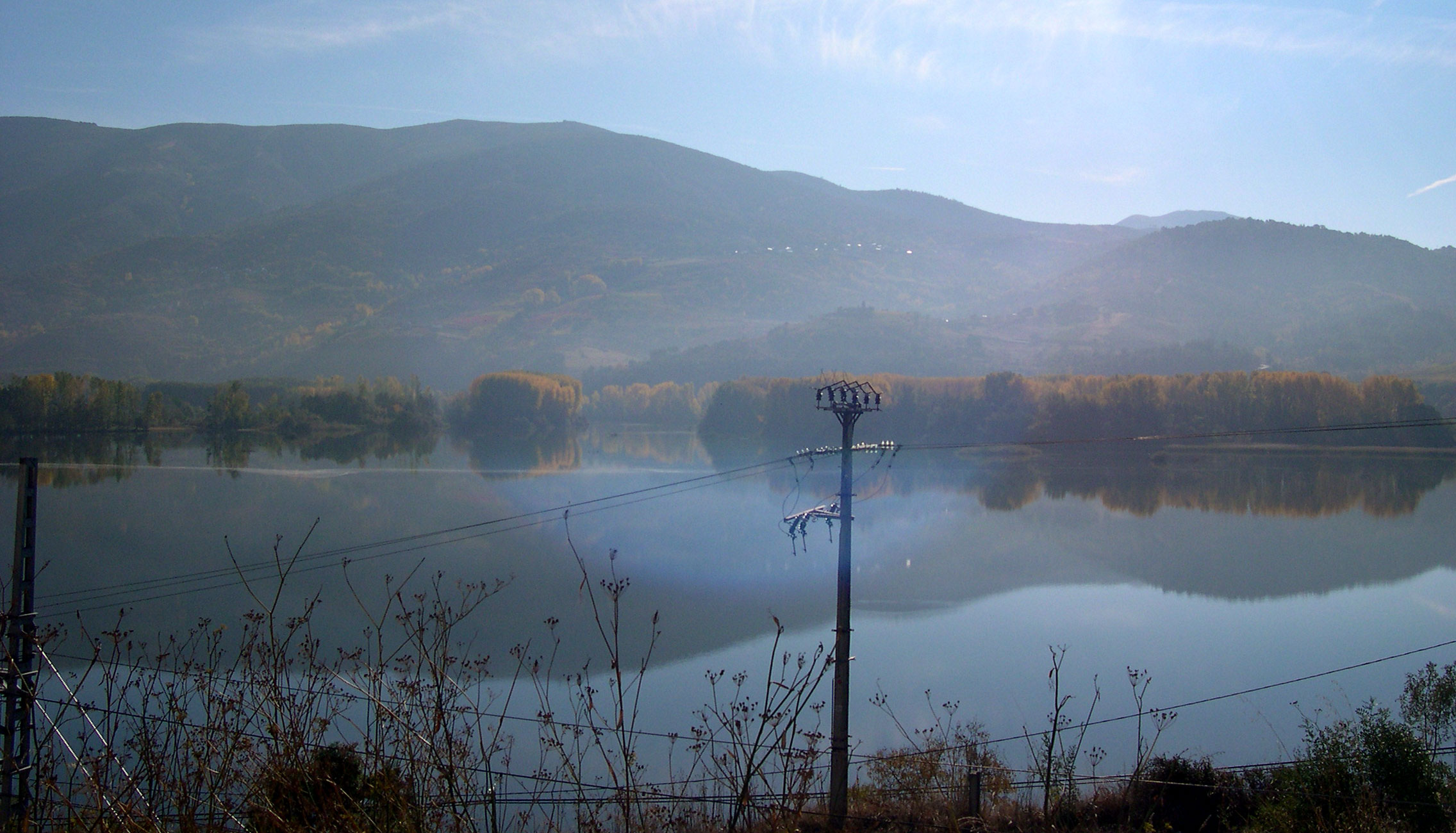
Encoro de San Martiño en Petín, Galicia.

La Sierra de los Caballos es una de las sierras orientales de Galicia. Se extiende en dirección NE-SO y está localizada en los límites entre Galicia y la provincia de León. Está conformada por pizarras, granitos, areniscas, cuarcitas y calizas. Por el norte, el este y más al sur está rodeada por el río Selmo y sus afluentes; por el oeste está el curso del río Soldón.
El punto de mayor altura es el pico Montouto, con 1534 metros sobre el nivel del mar.